# Línea C-4 (Cercanías Sevilla)
La línea C-4 de Cercanías Sevilla (Línea Circular Sevilla) es una línea ferroviaria operada por la división Renfe Cercanías de Renfe Operadora y que pertenece a Adif. Forma parte del núcleo de dicha provincia junto con otras cuatro líneas. Los trenes que suelen utilizar son los Civia de la serie 464 y la serie 465, aunque también utilizan el 446 y el 598 a veces.

## Recorrido
Conecta los barrios del este de la capital con el resto de la red. Usa la circunvalación ferroviaria de Sevilla y parte de la línea Sevilla-Cádiz. Tiene una frecuencia de 30 minutos a lo largo del día. Es una línea con carácter urbano, ya que apenas abandona el término municipal de Sevilla, y es la primera por la que empezaron a circular los trenes Civia 463 que se incorporaron al parque móvil de este núcleo. 
En octubre de 2010 se eliminó uno de los sentidos de circulación, manteniéndose sólo el sentido horario. Antes de esta fecha, uno de los sentidos funcionaba durante todo el día, funcionando el otro sentido sólo en las horas punta de los días laborables en horario de invierno. La C-4 tiene 18 km de longitud y se recorre completamente en 22 minutos. Funciona con una unidad Civia. 
Está previsto un nuevo apeadero que conecte con Metro de Sevilla en la futura estación Guadaíra, pendiente del futuro desarrollo urbanístico de los terrenos aledaños.